# Nyctemera dispar
Nyctemera dispar là một loài bướm đêm thuộc phân họ Arctiinae, họ Erebidae.